# The Jerusalem Post
The Jerusalem Post («почта Иерусалима») — израильская газета, выходящая на английском и французском языках. Она является крупнейшей из издаваемых на английском языке в стране. Выходит каждый день — кроме субботы. Ежедневная аудитория газеты в Израиле составляет 11000 человек, в США — 26000. Еженедельное французское приложение расходится тиражом в 3000.

## История
Газета The Palestine Post — будущая The Jerusalem Post — была основана 1 декабря 1932 года журналистом Гершоном Агронским. Появление издания прошло при поддержке Всемирной сионистской организации. Рождение Palestine Post произошло несмотря на последствия Великой депрессии, вызванной биржевым крахом в США. В 1948 году, в результате взрыва, устроенного арабскими террористами, пострадали печатные мощности и офис издания. В 1950 газета получила своё современное название.
Через 5 лет Агронский стал мэром Иерусалима, и издание возглавил Мед Лурье. После его смерти в 1974 — годом позже — издание возглавило сразу два редактора — Ари Рат и Эрвин Френкель. Газета была связана с израильскими левыми, и в частности, партией «Авода». Большинство акций «Джерузалем пост» принадлежали тесно связанному с «Аводой» объединению профсоюзов «Гистадрут».
В связи с приватизацией экономики в 1980-е годы, «Гистадрут» уже не мог покрывать все расходы издания, и в 1989 году оно было продано с аукциона канадской сети «Холлинджер». Смена редакционной политики повлекла за собой трудовой конфликт с 28 журналистами, которые впоследствии были уволены; Рат ушёл на пенсию, а Френкель уволился. Начиная с 1990 года, в издании сменилось семь главных редакторов и произошли многочисленные ротации в трудовом коллективе.
В 1991 появилось приложение на французском. В 1995 появилась интернет-версия. Начиная с 2005 года тираж стал падать. Ежедневный тираж по сравнению с 1967 годом упал с 33 000 до 12 000, а по выходным — с 50 000 до 28 000. Отчасти это стало результатом конца монополии газеты как издания на английском языке для израильтян. Дело в том, что в это время на нём стало выходить приложение к Haaretz. В 2004 году издание было продано израильской компании Mirka’ei Tikshoret group и канадской медиагруппе Can West Global Communications. Максимальный тираж издания за всю историю существования достигал 70 000 экземпляров.

## Политическая ориентация
До 1989 года «Джерузалем пост», принадлежа объединению профсоюзов «Гистадрут», имела сильную левую направленность и поддерживала соответствующие партии, правившие Израилем до 1977 года. После прихода к власти правой партии «Ликуд», на протяжении 1980-х годов, издание подвергало его резкой критике. 
После продажи издания в 1989 году «Холлинджеру», новый собственник назначил издателем Иехуду Леви, сменившего главного редактора и значительную часть персонала в связи с изменениями в редакционной политике. После прихода к власти правительства Рабина, заключившего соглашения «Осло», уже оппозиционный «Джерузалем пост» критиковал его справа. 
В связи со сдвигом редакционной политики слева направо, издание потеряло часть прежних читателей — его тираж сократился почти вдвое. 
В настоящее время издание позиционирует свою политическую направленность как центристскую. 

## Известные авторы газеты
- Амоц Аса-Эль[англ.]
- Алон Бен-Мэир
- Шмули Ботах[англ.]
- Кэролайн Глик
- Иссамар Гинцберг[англ.]
- Варен Гольдштейн[англ.]
- Алан Дершовиц
- Херб Кейнон[англ.]
- Яаков Киршен
- Изи Лейблер[англ.]
- Шломо Рискин[англ.]
- Барри Рубин[англ.]
- Джонатан Розенблюм[англ.]
- Ури Савир[англ.]
- Абу Халед Тома[англ.]
- Гиль Трой[англ.]
- Рэй Ханания[англ.]
- Сара Хониг[англ.]

## Главные редакторы
Список главных редакторов, по данным издания:
- Гершон Агрон (1932—1955)
- Тед Лурье (1955—1974)
- Леа Бен-Дор (1974—1975)
- Ари Рат[англ.] и Эрвин Френкель (1975—1989)
- Н. Дэвид Гросс (1990—1992)
- Давид Бар-Илан[англ.] (1992—1996)
- Джефф Барак (1996—1999)
- Дэвид Маковски[англ.] (1999—2000)
- Карл Шраг (2000)
- Джефф Барак (2000—2002)
- Брет Стивенс (2002—2004)
- Дэвид Горовиц[англ.] (2004—2011)
- Стив Линде[англ.] (2011—2016)
- Яаков Кац[англ.] (2016—2023)
- Ави Майер (2023—наст вр.)